# Sphegina taibaishensis
Sphegina taibaishensis är en tvåvingeart som beskrevs av Huo och Ren 2006. Sphegina taibaishensis ingår i släktet midjeblomflugor, och familjen blomflugor. Inga underarter finns listade i Catalogue of Life.